# Zetas Vieja Escuela
Los Zetas Vieja Escuela o Zetas Vieja Guardia, es una organización criminal escindida de Los Zetas. liderado por José Guizar Valencia, alias "Z-43", junto con otros disidentes de la organización original. El grupo tomó el nombre de Vieja Escuela aduciendo que seguirían el “negocio original” del narcotráfico, incluyendo la misma brutalidad.

## Historia
Este grupo es una escisión de Los Zetas que operaban desde hace dos décadas en los estados del norte y noreste del país. Los Zetas se originaron en las fuerzas especiales del ejército mexicano que fueron estrenadas contra las insurgencias de los zapatistas. Pero estas fuerzas no fueron utilizadas en ese momento, y en su lugar fueron enviadas al norte de México para llevar a cabo operaciones contra el narco. Los Zetas Vieja Escuela después de escindirse empezaron con una base en el norte de Veracruz y se han extendido gradualmente por gran parte del centro y este del país, con presencia en Coahuila, Nuevo León, Tamaulipas (especialmente municipal Río Bravo, Valle Hermoso y San Fernando), San Luis Potosí, Quintana Roo y Zacatecas.

## Ataques e incidentes
En marzo del 2019, miembros del Cártel de Jalisco Nueva Generación ejecutaron a un miembro de los Zetas Vieja Escuela, posiblemente en el estado de Veracruz. El 2 de abril miembros del cártel mataron a tiros a tres personas, (una mujer y dos hombres) supuestos miembros del CJNG, abandonándolos en el centro del municipio de José Azueta, al sur de Veracruz.

## Arrestos y asesinatos de líderes
- 17 de noviembre del 2017: Muere Martiniano de Jesús Jaramillo Silva “El Pata de Queso” o el "Z-74",  falleció debido a una complicación renal, horas después de haber sido arrestado por la Policía Federal. El "Z-74" fue señalado como uno de los responsables directos de la Masacre de San Fernando de 2010.[11][12][13]

- 8 de febrero del 2018: Es arrestado en la Ciudad de México José María Guizar Valencia, Z-43 uno de los 122 "objetivos prioritarios" a capturar por el gobierno mexicano y por lo que Estados Unidos ofrecía una recompensa de US$5 millones por su captura. El Z-43 comenzó en el trasiego de drogas desde 1998 desde Michoacán.[14][15][16]

- 20 de noviembre de 2018: Es asesinado Luis Reyes Enríquez, alias “El Rex” o llamado "Z-12" en un penal de Nuevo Laredo, el exlíder criminal fue hallado con múltiples heridas causadas por arma punzocortante en su celda. El exlíder criminal estuvo preso desde el año 2015 en el penal federal de Miahuatlán de Porfirio Díaz, Oaxaca, donde cumplió su condena, pero al quedar en libertad, fue detenido y trasladado a Tamaulipas, donde se le imputó un cargo por homicidio.[17][18][19] El 27 de noviembre su cuerpo fue de la funeraria Valdez, y esparcido a las afuera de los penales de Topo Chico, Apodaca y Cadereyta.[20][21]

- 9 de abril del 2019: Es arrestado de José Roberto Stolberg Becerra, alías “La Barbie”, es arrestado por autoridades federales y estatales de Tamaulipas, identificado como cabecilla de Los Zetas la Vieja Escuela, fue detenido en Tlajomulco de Zúñiga, Jalisco. Las autoridades han identificado de "La Barbie" como uno de los principales generadores de cerveza.[22][23][24]